# 喬·蘇瓦茲
喬·蘇瓦茲（英語：Joe Schwarcz，1947年8月20日—）是一名加拿大麥基爾大學教授，其本名為約瑟夫·A·蘇瓦茲（英語：Joseph A. Schwarcz），他的學生及與他一同在科學普及共事的同事稱他為喬博士（Dr. Joe）。目前喬·蘇瓦茲擔任麥基爾大學科學和社會辦公室（McGill's Office for Science & Society）主任，並致力於向公眾揭開科學的神秘面紗。

## 生平
喬·蘇瓦茲出生於匈牙利肖普朗，他是一名匈牙利猶太人，1973年時於麥基爾大學獲得化學博士學位。蘇瓦茲著作許多跟化學相關的科普書籍，在蒙特婁憲報有專屬的每週專欄，在蒙特利爾CJAD800與多倫多CFRB1010有每周廣播節目；另外他曾主持加拿大探索頻道的《Science to Go》等節目。
蘇瓦茲以在公開講座用有趣的方式，闡述「家用化學」及「愛的化學」等方面豐富地知識而聞名。他最初於凡尼爾學院及道森學院任教，並設立一系列化學課程及公開講座，為普通學生與公眾傳播化學知識。當蘇瓦茲轉任麥基爾大學後，仍持續地以此模式向大眾推廣化學知識。蘇瓦茲同時也是一位業餘魔術師，經常描述如何透過普通手段，或是科學解釋“超自然壯舉”。在蘇瓦茲的著作及演講中，經常以破解尤里·蓋勒的魔術手法當範例。
蘇瓦茲後來被麥基爾大學提名為美國科學與工程嘉年華會上的50為具特色的演講者之一。在節日期間，他向學生們介紹了他的工作和事業。
2011年11月，洛恩·托蒂爾認為蘇瓦茲是推動加拿大科學促進的最大禮物，並向麥基爾大學捐贈550萬美元，資助蘇瓦茲向公眾宣傳反庸醫和“與吹牛者鬥爭”的教育。

## 獎項

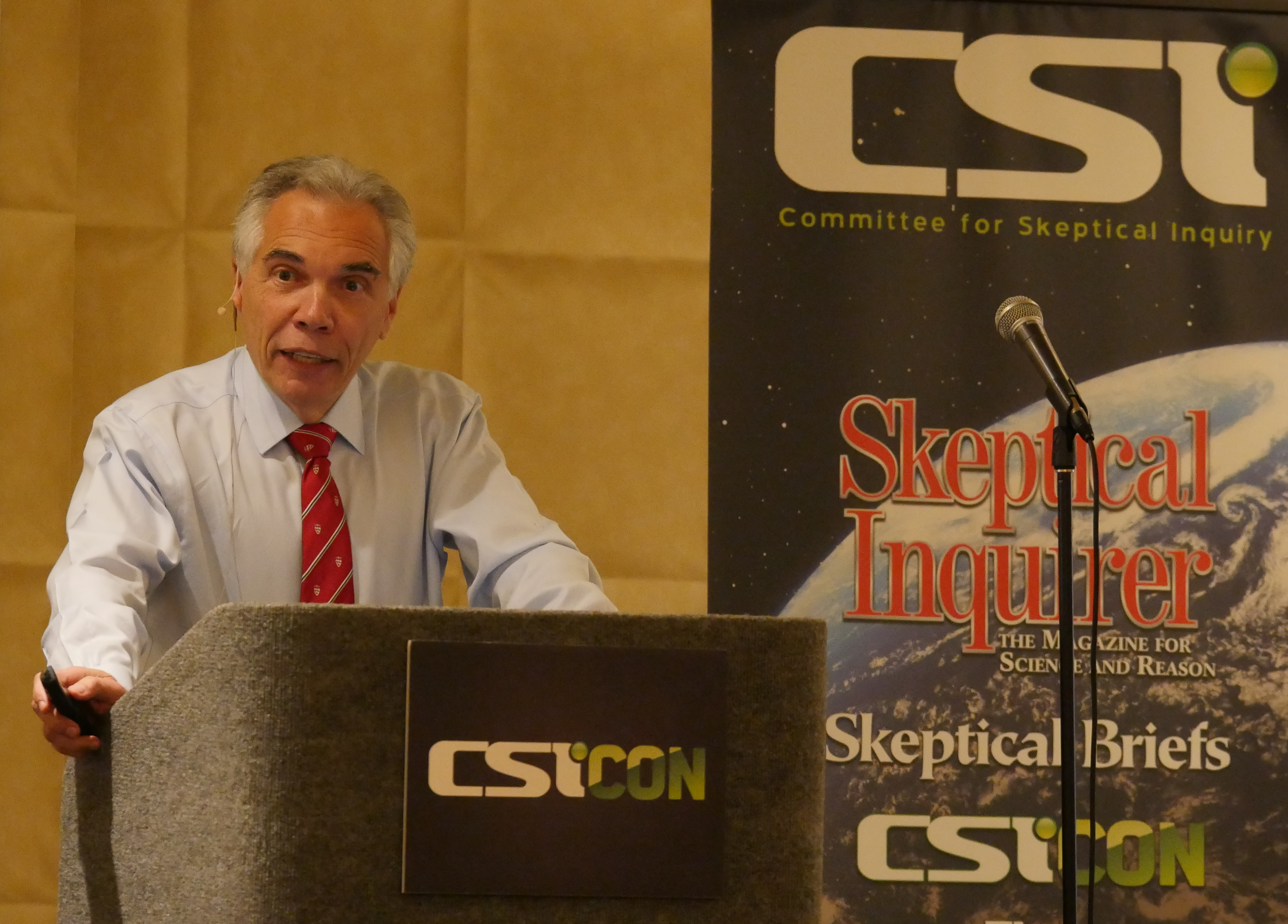
蘇瓦茲於2016年CSICon研討會上演講《嘿！我的巧克力冰淇淋有蟑螂！》。

- 加拿大皇家學會：麥克內爾獎章（英语：McNeil Medal）（1992年，與大衛·哈普及阿列爾·芬斯特（英语：Ariel Fenster）一同獲得）[10]
- 美國化學學會：向公眾闡釋化學之詹姆斯獎（英语：James T. Grady-James H. Stack Award for Interpreting Chemistry）（1999年）[11]
- 阿薩巴斯卡大學（英语：Athabasca University）：名譽科學博士（2002年）[12][13]
- 加拿大皇家學院：史丹佛·佛萊明獎章（2005年）[14]
- 化學工業協會（英语：Society of Chemical Industry）：帕維斯紀念獎（Purvis Memorial Award，2010年）[15]
- 加拿大化學研究院（英语：Chemical Institute of Canada）：蒙特利爾獎章（Montreal Medal，2010年）[16]
- 2014年，懷疑論調查委員會（英语：Committee for Skeptical Inquiry）評論蘇瓦茲著作的《Is That a Fact?》系列書籍「毫不含糊地以批判性思維點出各種流行的錯誤訊息」，並提名他為羅伯特·巴列斯獎（Robert B. Balles Prize）獲獎人。[17]
- ：傑出成就獎、媒體參與校長獎（Outstanding Achievement Award, Principal’s Prizes for Engagement Through Media，2018年）[18]

## 著作書籍
以下僅列出喬·蘇瓦茲部分著作書籍。
- 《Quack Quack: The Threat of Pseudoscience》（2022年出版，ISBN 978-1-77041-658-1）（英文）
- 《Science Goes Viral: Captivating Accounts of Science in Everyday Life》（2021年出版，ISBN 978-1-77041-650-5）（英文）
- 《A Grain of Salt: The Science and Pseudoscience Of What We Eat》（2019年出版，ISBN 978-1-77041-475-4）（英文）
- 《A Feast of Science: Intriguing Morsels from the Science of Everyday Life》（2018年出版，ISBN 978-1-77041-192-0）（英文）
- 《Monkeys, Myths, and Molecules Separating Fact from Fiction, and the Science of Everyday Life》（2015年出版，ISBN 978-1-77041-191-3）（英文）
- 《Is That a Fact?: Frauds, Quacks, and the Real Science of Everyday Life》（2014年出版，ISBN 978-1-770-41190-6）（英文）
- 《Dr. Joe's Health Lab: 164 Amazing Insights into the Science of Medicine, Nutrition and Well-being》（2011年出版，ISBN 978-0-385-67156-9）（英文）
- 《Dr. Joe's Brain Sparks: 179 Inspiring and Enlightening Inquiries into the Science of Everyday Life》（2010年出版，ISBN 978-0-385-66930-6）（英文）
- 《科學，理智與無知》（英語：Science, Sense & Nonsense，2009年出版，ISBN 978-0-385-66604-6）
- 《Brain Fuel: 199 Mind-Expanding Inquiries into the Science of Everyday Life》（2008年出版，ISBN 978-0-385-66602-2）（英文）
- 《An Apple A Day: The Myths, Misconceptions and Truths About the Foods We Eat》（2007年出版，ISBN 978-0-00-200764-1）（英文）
- 《科學新聞不能這樣看：蘇老師教你聰明解讀》（英語：Let Them Eat Flax: 70 All-New Commentaries on the Science of Everyday Food & Life，2005年出版，ISBN 1-55022-698-3）
- 《蘇老師化學聊是非－懂4點化學很有用》（英語：The Fly in the Ointment: 70 Fascinating Commentaries on the Science of Everyday Life，2004年出版，ISBN 1-55022-621-5）
- 《蘇老師化學五四三－懂3點化學很有用》（英語：That's the Way the Cookie Crumbles: 62 All-New Commentaries on the Fascinating Chemistry of Everyday Life，2004年出版，ISBN 1-55022-520-0）
- 《蘇老師化學黑白講－懂2點化學很有用》（英語：The Genie in the Bottle: 68 All New Commentaries on the Fascinating Chemistry of Everyday Life，2001年出版，ISBN 1-55022-442-5）
- 《蘇老師掰化學－懂1點化學很有用》（英語：Radar, Hula Hoops, and Playful Pigs: 67 Digestible Commentaries on the Fascinating Chemistry of Everyday Life，2001年出版， ISBN 0-8050-7407-4）

## 外部連結
- McGill's Office for Science and Society（页面存档备份，存于）
- McGill University biography (2012 archive)
- Your Health - Joe Schwarcz at TVOntario（英语：TVOntario）（25 programs, 2012 archive）
- NIST Best Practices presentation by Dr. Joe
- 喬·蘇瓦茲的X（前Twitter）